# Treherbert
 (mars 2024).
Treherbert est un village et une communauté du borough de comté de Rhondda Cynon Taf, au pays de Galles.

## Géographie
Treherbert est situé dans la vallée de la Rhondda Fawr, un peu en amont de la ville de Treorchy. La communauté de Treherbert comprend aussi les villages et hameaux de Blaencwm (en), Blaenrhondda (en), Tynewydd (en) et Pen-yr-englyn.
La gare de Treherbert (en) est le terminus nord de la Rhondda line (en), dont l'autre extrémité est la gare de Cardiff Central.

## Démographie
Au recensement de 2011, la communauté de Treherbert comptait 5 727 habitants.